# Jun Kawagoe
Jun Kawagoe (川越 淳?, Kawagoe Jun; 24 dicembre 1957) è un regista giapponese specializzato nell'animazione.
È principalmente conosciuto per aver diretto vari anime basati sulle opere di Gō Nagai, Ken Ishikawa ed in alcune occasioni di Shōtarō Ishinomori. È stato inoltre il direttore delle animazioni del videogioco Castlevania: Dawn of Sorrow.

## Filmografia
- Getter Robot - The Last Day 1998 episodi 4-13
- Shin Getter Robot contro Neo Getter Robot 2000
- ÉX-Driver OAV 2000
- Cyborg 009 2001
- Lupin III - Un diamante per sempre 2003
- Shin Getter Robo Re:Model 2004
- Transformers Energon 2004
- Super Robot Wars Original Generation: The Animation 2005
- Innocent Venus 2006
- Kotetsushin Jeeg 2007
- Soreike! Anpanman: Dadandan to Futago no Hoshi 2009
- Mazinkaiser SKL 2010
- Soreike! Anpanman: Ringo Bō Ya To Min'Nano Negai 2014
- Cyborg 009 VS Devilman 2015
- Soreike! Anpanman: Nanda and Runda of the Toy Star 2016
- Lupin III - Addio, amico mio 2019
- Getter Robo Arc 2021